# Ateneo Republicano de Málaga
El Ateneo Republicano de Málaga es una asociación política de dicha ciudad que aboga por la implantación de la república en España.

## Historia y actividades
Relacionada con el Partido Comunista del Pueblo Andaluz e Izquierda Republicana, la asociación es de ideología de izquierdas y propone la implantación de un Estado laico y la anulación de los juicios sumarísimos por los que desde el comienzo del golpe militar de 1936 se condenó a quienes defendieron los ideales republicanos.
Entre otras actividades, el Ateneo Republicano de Málaga organiza anualmente cada 14 de abril una manifestación en favor de la proclamación de la Tercera República en la Plaza Manuel Azaña de la ciudad de Málaga.